# Malik Abubakari
Abdul Malik Abubakari, född 10 maj 2000, är en ghanansk fotbollsspelare som spelar för Lyngby BK.

## Karriär
Abubakari spelade ungdomsfotboll i ghananska Charity Stars och gick därifrån till portugisiska FC Vizela. Han gjorde 21 mål på 26 matcher för klubbens U19-lag säsongen 2018/2019. Sommaren 2019 värvades Abubakari av Moreirense. I juli 2019 lånades han ut till Fafe i Campeonato de Portugal (portugisiska tredjedivisionen). Abubakari gjorde nio mål på 23 matcher under säsongen 2019/2020.
Den 5 september 2020 lånades Abubakari ut till Liga Portugal 2-klubben Casa Pia. Åtta dagar senare debuterade han och gjorde sitt första mål i en 2–2-match mot Leixões SC. Den 13 mars 2021 gjorde Abubakari ett hattrick i en 3–0-vinst över UD Vilafranquense. Han gjorde totalt 11 mål på 32 ligamatcher under säsongen 2020/2021.
Den 1 juli 2021 värvades Abubakari av Malmö FF, där han skrev på ett 4,5-årskontrakt. Abubakari gjorde allsvensk debut den 17 juli 2021 i en 5–0-vinst över Degerfors IF, där han blev inbytt i den 64:e minuten mot Antonio Čolak. Abubakari gjorde sitt första mål den 14 augusti 2021 i en 3–2-förlust mot IFK Göteborg.
Den 14 juli 2022 lånades Abubakari ut till finländska HJK Helsingfors på ett låneavtal över resten av året. Den 1 februari 2023 lånades han ut till slovakiska Slovan Bratislava på ett låneavtal över resten av året. Den 31 januari 2024 lånades Abubakari ut till danska Viborg FF på ett låneavtal fram till den 30 juni.

## Meriter
Malmö FF
- Allsvenskan: 2021
- Svenska cupen: 2021/2022

HJK Helsingfors
- Tipsligan: 2022

Slovan Bratislava
- Slovakiska superligan: 2022/2023